# Simon Hochbrucker
Simon Hochbrucker (* 1699 in Donauwörth; † 1750) war ein deutscher Harfenist und Komponist. Bei Reisen durch Europa (Wien, Brüssel) machte er die von seinem Vater Jacob Hochbrucker entwickelte Pedalharfe bekannt. Im Jahr 1729 demonstrierte Hochbrucker die neue Pedalharfe am Kaiserlichen Hof zu Wien und wusste dort mit seiner Harfenkunst große Bewunderung zu erzeugen.